# ハニー・パイ
「ハニー・パイ」（Honey Pie）は、ビートルズの楽曲である。1968年に発売された9作目のオリジナル・アルバム『ザ・ビートルズ』に収録された。レノン＝マッカートニー名義となっているが、ポール・マッカートニーによって書かれた。歌詞は、イングランドのとある街に住んでいた「ハニー・パイ」という歌のうまい女の子がアメリカのハリウッドへ行って映画スターとして成功したが、その恋人だった男が「ハニー・パイ、今の俺は惨めそのもの、今すぐ戻ってきてくれないか」と懇願するという物語調になっている。
本作が収録されたアルバム『ザ・ビートルズ』には、同じくマッカートニー作の「ワイルド・ハニー・パイ」という楽曲が収録されており、マッカートニーは「弦にヴィブラートをいっぱいかけて、彫刻みたいに作ったから『ワイルド・ハニー・パイ』というタイトルなのだけど、これは『ハニー・パイ』からの引用」とコメントしている。

## 背景
マッカートニーの父は、1920年代末にダンス・コンポ「ジム・マックズ・ジャズ・バンド」を率いて、トランペットとピアノを演奏していた。マッカートニーは「僕はそうした伝統に染まって育った」「父はかなり上手な奏者で、ピアノでいろんな曲が弾けた。かつてリヴァプール・ヒッポドロームでスポットライトを動かす仕事をしていて、日曜日以外の毎晩2つのショーを担当して、そこで聴いた音楽をいろいろ覚えていった」と語っている。
本作は、1920年代、イングランドのとある街に住んでいた「ハニー・パイ」という歌のうまい女の子がアメリカのハリウッドへ行って映画スターとして成功したが、その恋人だった男が「ハニー・パイ、今の俺は惨めそのもの、今すぐ戻ってきてくれないか」と懇願するという物語調の曲。また、1920年代に流行ったディキシー調のジャズをサウンドのベースにしたり、78回転のレコードのノイズ音を混ぜたりという装飾が施されている。本作についてマッカートニーは、「この曲での僕は、1925年に生きているフリをしたんだ」と冗談めかして語っている。
本作の正式なレコーディングの前に、1968年5月にジョージ・ハリスンの自宅でデモ音源（通称「イーシャー・デモ」）が録音されており、その時の音源が1996年に発売の『ザ・ビートルズ・アンソロジー3』と2018年に発売の『ザ・ビートルズ (ホワイト・アルバム) (スーパー・デラックス・エディション)』に収録された。

## レコーディング
「ハニー・パイ」のレコーディングは、1968年10月1日にトライデント・スタジオで開始された。同日に8トラック・レコーダーのうち4つのトラックにバッキング・トラックが録音された。なお、マッカートニーはピアノを演奏するため、ベースの演奏はジョージ・ハリスンがフェンダー・ベースVIを使用して受け持った。残りの4トラックを使用してオーバー・ダビングを行い、トラック5にマッカートニーのリード・ボーカル、トラック6にジョン・レノンのリードギターとミュートしたシンバルが録音された。なお、「Now she's hit the big time!（今じゃ合衆国で大当たりをとってしまった）」というフレーズを歌うボーカルは、1分毎に78回転のスピードでかけられたレコードから発せられる音を再現するために、トラック7で歪まされて周波数フィルターがかけられた。またトラック8には、導入部のヴァースに入っている2つ目のエレクトリック・ギターのパートが録音された。
10月4日に外部ミュージシャン7名によってサクソフォーンとクラリネットのパートがトラック7と8に録音された。この翌日にステレオ・ミックスとモノラル・ミックスが作成された。

## クレジット
※出典
- ポール・マッカートニー - リード・ボーカル、ピアノ
- ジョン・レノン - リズムギター、リードギター
- ジョージ・ハリスン - 6弦ベース
- リンゴ・スター - ドラム
- 外部ミュージシャン - サクソフォーン（5本）、クラリネット（2本）

## カバー・バージョン
以下のアーティストによってカバーされている。
- アラン・クレイン（英語版） - 1969年にシングル盤として発売。
- バーブラ・ストライサンド - 1969年に発売されたアルバム『What About Today?』に収録。
- ドン・パートリッジ（英語版） - 1973年に発売されたアルバム『Don Partridge & Friends』に収録[8]。
- キングズ・シンガーズ - 1986年に発売されたアルバム『The Beatles Connection』に収録。
- 加藤和彦 - 1988年に発売されたトリビュート・アルバム『抱きしめたい』に収録。
- タック&パティ - 1989年に発売されたアルバム『Love Warriors』に収録。
- ジョン・ピザレリ（英語版） - 1997年に発売されたアルバム『Our Love Is Here to Stay』に収録。
- フィッシュ - 2002年に発売されたライブ・アルバム『Live Phish Volume 13』に収録[9]。
- ゴールデン・ゲート・カルテット（英語版） - 2009年に発売されたアルバム『Platinum Golden Gate Quartet』に収録。